# Bulevardul Camil Ressu
Le Bulevardul Camil Ressu est un boulevard de Bucarest.

## Situation et accès
Il passe par le cœur du quartier Dristor dans le Secteur 3.
Il est accessible par deux stations de métro :
- Dristor
- Nicolae Grigorescu

et par les lignes 23 et 27 du Tramway

## Origine du nom
Il tient son nom du peintre Camil Ressu.